# 內布拉斯加禪宗中心
內布拉斯加禪修中心（英語：Nebraska Zen Center），又名心地寺（英語：Heartland Temple），是一座曹洞宗佛教寺院，位於內布拉斯加州奧馬哈的地標貝米斯公園遺產保護區。內布拉斯加禪修中心是由片桐大忍於1975年建立，是美國最古老的禪修中心之一。內布拉斯加禪修中心遵循日本曹洞宗祖師道元禪師的教法。道昭禪師（英語：Dōshō Port Roshi）於2016年成為該中心的住持和首席禪學導師。

## 外部連結
- 內布拉斯加禪宗中心官網 （页面存档备份，存于）